# Julio Pliego
Julio Pliego Medina (Tenancingo, Estado de México, 22 de enero de 1928 - Ciudad de México, 21 de febrero de 2007) fue un director documentalista mexicano que testimonió el acontecer de México en la segunda mitad del siglo XX.

## Semblanza biográfica
De 1946 a 1948, realizó un curso de fotografía en la Academia de San Carlos. De 1951 a 1963 trabajó en la dirección de un departamento de programas en Telesistema Mexicano así como en la Dirección Técnica de programas de televisión sobre cine y teatro de la Universidad Nacional Autónoma de México (UNAM).
Realizó documentales sobre los Juegos Olímpicos de México 1968, sin perder de vista los movimientos obreros y populares que se desarrollaron durante la misma época.
Fue asesor de la Dirección General de Actividades Cinematográficas. Desde 1980 hasta 1994 fue jefe del Departamento de Producción de documentales y reportajes de la Filmoteca de la UNAM. De 1995 a 1998 colaboró para el Canal 22 de la Ciudad de México.
Fue ganador del Premio Nacional de Periodismo de México en divulgación cultural de 1997. Fue miembro honorario de la Academia Mexicana de Artes y Ciencias Cinematográficas.

## Obras
Entre sus obras destacan los trabajos que realizó para el Instituto Nacional de Bellas Artes y la Filmoteca de la Universidad Nacional Autónoma de México (UNAM).
Además se pueden enlistar:
- Días terrenales, testimonio de José Revueltas, (1994)
- El Palacio Negro de Lecumberri 1900-1976 (2001)
- Historia del toreo en México (2002)
- Juan José Arreola. El ingenioso juglar de Zapotlán el Grande. 1918-2001 (2002)
- Silvestre Revueltas. "...tan herido por el cielo y los hombres" 1899-1940 (2004).